# Lago Otjikoto
Lago Otjikoto es el menor de los dos lagos naturales en Namibia. Es un lago de creado por deslizamiento de tierra, por el colapso de una cueva cárstica, está situado a 20 km de Tsumeb, a pocos metros de la carretera principal B1.
El lago era conocido por los San con el nombre de Gaisis (que significa "feo"). Cuando los herero se trasladaron a la zona, lo nombraron Otjikoto (otjiherero: "hoyo profundo"). Los primeros europeos que avistaron el lago fueron Francis Galton y Carl Johan Andersson, quien durante su búsqueda del Lago Ngami llegaron a Otjikoto en 1851.
El lago era un vertedero de la Schutztruppe alemana (una fuerza de protección colonial) al final de la Primera Guerra Mundial; En junio de 1915 las tropas alemanas dejaron material de guerra en el lago para evitar que lo capturaran y usaran tropas sudafricanas y británicas.
Incluso hay una leyenda de los alemanes que tiraron junto a material de guerra una caja de madera con más de 3 millones de Marcos